# 3611 Dabu
3611 Dabu је астероид главног астероидног појаса чија средња удаљеност од Сунца износи 2,787 астрономских јединица (АЈ).
Апсолутна магнитуда астероида је 12,7.